# Adlai Stevenson I
Adlai Ewing Stevenson (/ˈædˌleɪ ˈjuːɪŋ/23 tháng 10 năm 1835 – ngày 14 tháng 6 năm 1914) từng là Phó Tổng thống thứ 23 của Hoa Kỳ (1893-97). Trước đây, ông từng là một dân biểu từ Illinois vào cuối năm 1870 và đầu năm 1880. 